# 瓦韋蚜
瓦韋蚜（学名：Micromyzus katoi）为常蚜科瓦韋蚜屬下的一个种。